# Марыйский велаят
Мары́йский велая́т (туркм. Mary welaýaty) — административно-территориальная единица на юго-востоке Туркменистана. Административный центр велаята — город Мары. Хяким — Довранберды Аннабердиев (с 2017 года).

## История
Образован 14 декабря 1992 года на территории бывшей Марыйской области.

## Административно-территориальное деление
В состав Марыйского велаята входят 9 этрапов (в 2008-2016 годах также существовал Алтын Сахрайский этрап) и 2 города.
2 города:
1. Мары,
2. Байрамали (бывший Байрам-Али).

9 этрапов:
1. Байрамалинский этрап (бывший Байрам-Алинский),
2. Векилбазарский этрап (бывший Векиль-Базарский),
3. Каракумский этрап,
4. Ёлётенский этрап (бывший Иолотанский),
5. Марыйский этрап,
6. Мургапский этрап (бывший Мургабский),
7. Сакарчагинский этрап,
8. Тагтабазарский этрап (бывший Тахта-Базарский),
9. Туркменкалинский этрап (бывший Туркмен-Калинский).

## Экономика
В велаяте развиты следующие виды промышленности: производство электроэнергии, завод минеральных удобрении, текстильные и трикотажные фабрики, и др. В городе Мары был построен первый в стране сахарный завод. Важной отраслью Марыйского велаята являются скотоводство и земледелие.
Основу экономики велаята составляют промышленность и сельское хозяйство. По объёму производства промышленной (25,58 %) и сельскохозяйственной (23,5 %) продукции велаят занимает(2008), соответственно, вторую и третью позицию в Туркменистане.
За 4 месяца 2010 предприятиями государственного сектора промышленности велаята выпущено продукции на 1627,3 миллиона манатов. Объём производства добывающей промышленности составил 1272,2 миллиона манатов, что на 78,2 процента от общего объёма произведенной продукции предприятиями государственного сектора. Предприятиями обрабатывающей промышленности произведено продукции 355,1 миллиона манатов.

## Хякимы
| №  | Имя                           | Назначен   | Уволен            | Причина увольнения       |
| 1  | Оразов, Курбанмурад Мурадович | 26.06.1992 | 14.03.1996        | по состоянию здоровья    |
| 2  | Иламанов, Аманназар           | 14.03.1996 | 16.07.1997        | за недостатки в работе   |
| 3  | Чарыев, Сахатмурад            | 16.07.1997 | 17.07.1998        | переход на другую работу |
| 4  | Атаев, Амангельды             | 17.07.1998 | 03.03.2000        | переход на другую работу |
| 5  | Кулиев, Чары Таганович        | 03.03.2000 | 02.10.2001        | за недостатки в работе   |
| 6  | Атаев, Амангельды             | 02.10.2001 | 01.04.2002        | за недостатки в работе   |
| 7  | Одеков, Рахман                | 01.04.2002 | 15.11.2002        | за недостатки в работе   |
| 8  | Джумаклычев, Аннакули         | 15.11.2002 | 07.10.2005        | за недостатки в работе   |
| 9  | Бяшимов, Ходжаберды           | 07.10.2005 | 29.11.2006        | за недостатки в работе   |
| 10 | Курбанназаров, Мухаммед       | 29.11.2006 | 12.11.2008        | переход на другую работу |
| 11 | Гурбанов, Какагелди Исаевич   | 12.11.2008 | 12.04.2013        | переход на другую работу |
| 12 | Аннакурбанов, Бяшим           | 12.04.2013 | 28.11.2017        | переход на другую работу |
| 13 | Аннабердиев, Довранберди      | 28.11.2017 | действующий хяким | действующий хяким        |